# Garlindéu
Garlindéu termo náutico que designa a  peça de ferro a que se prende o cadernal da adriça, no topo do mastro grande .
Na retranca, une-a ao mastro e funciona como um elo giratório que permite à retranca mover-se para cima, para baixo e de um lado para o outro.